# Orfeón Catalán

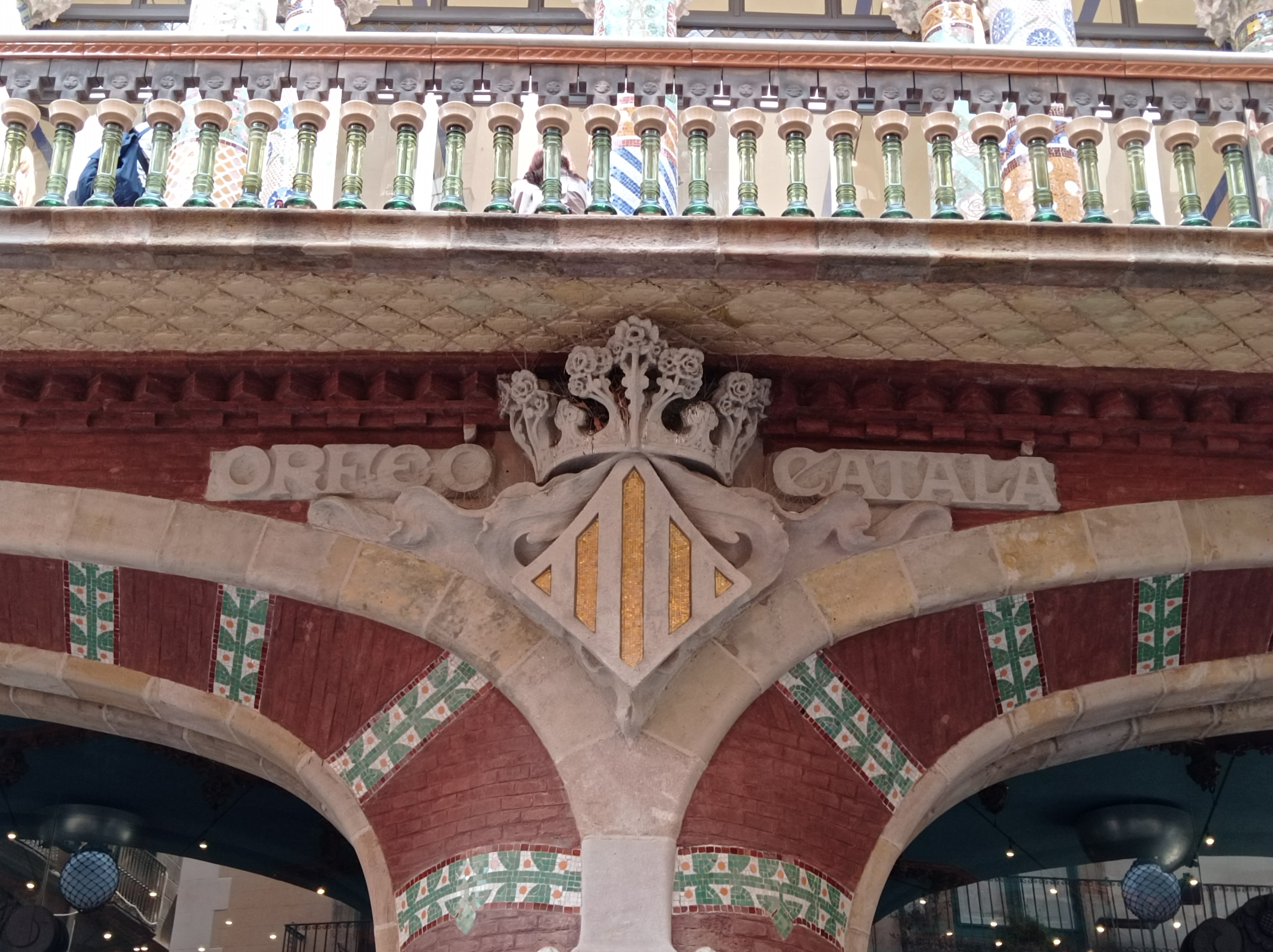
Escudo del Orfeón Catalán en el Palacio de la Música Catalana

El Orfeón Catalán (en catalán: Orfeó Català) es una sociedad coral fundada en 1891 por Lluís Millet y Amadeo Vives que fue pionera en la música coral de Cataluña. En su desarrollo llegó a ser un referente cultural fundamental en el panorama musical catalán del siglo XX, ya que impulsó la construcción del Palacio de la Música Catalana, obra acabada en 1908, que es su sede y del cual es propietaria. El Palacio de la Música ha sido su principal sala de conciertos.

## Historia
La idea de crear el Orfeón Catalán toma forma durante la Exposición Universal de Barcelona de 1888, aunque los coros —sobre todo masculinos— en Cataluña ya eran anteriores a la creación de este. Por ejemplo, los coros de José Anselmo Clavé. Clavé fundó el primer coro de España —con el nombre de La Fraternidad— en agosto de 1850. Uno de los motivos para la creación de esta entidad fue que las personas se unieran para realizar una actividad conjunta y con una finalidad cultural.
El primer concierto que realizó el Orfeón Catalán fue en la calle Lladó n.º 6, donde se encontraba la sede de Foment Catalanista, entidad creada para ampliar la base social popular del catalanismo. El colectivo de hombres que formaron esta entidad en el año 1891 eran 65 socios en 1892 y 75 en 1893. La mayor parte de estos eran habituales de las temporadas operísticas del Gran Teatro del Liceo.
En 1893 se eligió a Joan Millet, hermano del cofundador Lluís Millet, presidente del Orfeón Catalán. La primera audición oficial se realizó el 5 de abril de 1892, en la que 30 cantores actuaron en Santa Estela.
En 1896 se compuso el himno del Orfeón Catalán, el Cant de la Senyera, con letra de Joan Maragall y música de Lluís Millet, cantado por primera vez en Montserrat para bendecir la bandera catalana. Fue prohibido por el régimen franquista de 1939 a 1960.
El Orfeón Catalán comenzó como un orfeón de voces masculinas. En 1896 se fundó el coro de mujeres y se inauguró la escuela de música infantil. En 1904 se creó la Revista Musical Catalana. Como entidad cultural muy influyente en Cataluña, fue centro de la represión durante la dictadura de Primo de Rivera y, en 1925, durante unos meses, su actividad fue prohibida.
A partir del 19 de enero de 1902, cuando fue elegido presidente de la entidad Joaquim Cabot, el Orfeón dio un giro en sus actuaciones e ideas. Cabot era presidente de otras entidades y bancos y se dedicaba tanto a la política como a escribir. Entonces, la entidad pasó de estar dirigida por un presidente idealista preocupado por la sociedad a estar dirigida por un banquero, profundamente catalanista y preocupado por la música, pero con las ideas capitalistas por encima de las sociales. Fue él quien decidió comprar un solar de la calle Sant Pere més Alt y, el 23 de abril de 1905, se colocó la primera piedra del proyecto ideado por Lluís Domènech i Montaner, el futuro Palacio de la Música Catalana. Hasta entonces el Orfeón Catalán había cambiado sucesivamente de estancia: después del domicilio inicial, pasó la suya de la entidad en el número 7 de la calle Canvis Nous (diciembre 1892), en el número 1 de la calle Dufort (abril 1894), en la plaza Sant Just (noviembre 1897), en el número 22 de la calle Ripoll y en el número 2 de la calle Magdalenes (1906).
Ha actuado en los principales centros musicales de Europa y Latinoamérica, colaborando con prestigiosas orquestas, y ha sido dirigido, entre otros, por Richard Strauss, Camille Saint-Saëns, Sergiu Comissiona, Pau Casals, Antoni Ros Marbá o Zubin Mehta. Su presidente es desde 2010 Mariona Carulla y su director musical desde 2022 es Pablo Larraz Dalmases.
En 1984 fue galardonado con la Creu de Sant Jordi y, en 2006, con el Premio Nacional de Música de Cataluña, ambos concedidos por la Generalidad de Cataluña.